# 陳永華 (明鄭)
陳永華（1634年—1680年），字復甫，福建泉州府同安縣人，臺灣明鄭時期政治及軍事人物。英國商館記載稱其為「本院」（英語：Punhee）。諡文正。
1656年（南明昭宗永曆十年），陳永華得兵部侍郎王忠孝推薦，與鄭成功論政，深得賞識，委為其子鄭經之師，日後便成為鄭家謀士，於明鄭理政貢獻良多，有「鄭氏諸葛」之稱。民間傳說中，陳永華為清代秘密组织天地会（洪门）开山祖师陈近南。

## 生平
陳永華為明末举人、同安縣教諭陈鼎之子。1648年，清軍入閩攻陷同安縣，陳鼎自縊殉國。由兵部侍郎王忠孝举荐，陳永華渡海厦门，投奔郑氏。鄭成功聘他為世子鄭經的教師，除此之外他並未接受鄭成功授與的官位。
1662年六月，鄭成功逝世，台灣的黃昭擁立鄭成功之弟鄭襲代理延平王和招討大將軍。陳永華、馮錫範等擁立鄭經，鄭經就帶著陳永華一同進攻台灣，擊敗黃昭的軍隊，結束這場內鬥。鄭經繼位延平王，並且任命陳永華為諮議參軍。凡“军国大事，必谘问焉”。
鄭經於1663年回到廈門，發現鄭泰之前和黃昭有私下聯繫，對他產生疑心，想要逮捕鄭泰。陳永華向鄭經獻策，要鄭經假裝前往台灣，刻金廈總制的官印給鄭泰，宣稱把金門、廈門的防務交給他。鄭泰收下印章，前來廈門答謝，鄭經就將他禁錮。
1664年，鄭經在金門、廈門被清荷聯軍擊敗，退往銅山島。這時人心不穩，降清的人很多，就連鄭經身邊也有人力勸降清。但陳永華和洪旭勸說鄭經，投降的人很多都是奴僕、商人之類，謊報是鄭氏政權的官員而得到清朝優厚的賞賜，但若是鄭氏政權的官員投降，萬一投降後得到的待遇不理想，那可是會被當作笑話看待。於是鄭經放棄投降的念頭，退往台灣，並且將國政都交給陳永華處理。他亲历南北二路台湾原住民各社，教民栽种五谷，插蔗煮糖，晒海水为盐，烧瓦围栅作舍，使“比户殷富”。倡教化，在各社设小学。
1674年，鄭經響應吳三桂、耿精忠發動的起事而渡海西征，命陳永華留守承天府，授东宁总制使，總制東寧，負責後勤作業。
永華為政儒雅轉粟餽餉，軍無缺乏。及經歸後，頗事偷息，而馮錫範、劉國軒忌之。三十四年春三月，請解兵。經不聽，既而許之，以所部歸國軒。——連橫《台灣通史》
馮錫範同鄭經回台，見永華把握重權，而諸事方正敢為；且又屢受微譏，心實忌之，姑為陽好，陰與國軒謀，軒教錫範解除兵權以許之。範許其策善。一日，會永華於公所，範曰：『自愧扈駕西征，寸功俱無，歸來仍居其位，殊覺赧顏！諸凡檢點明白，當即啟辭，杜門優游，以終餘年。』永華信以為實，歸來即上啟乞休，經不允；華再加力陳，經意未決。範乘間啟曰：『復甫勤勞數載，形色已焦！今欲乞休靜攝，情出於真，宜俯從之！但其所部將士，可交武平伯為是。』經依範議，允永華告辭，將所轄部旅交劉國軒，軒啟辭者再，經命至三，軒始統永華軍，而錫範仍任侍衛如故。華方悟為範所賣，悔無及也，心大悒怏。——江日昇《臺灣外記》
1680年6月，鄭經退返台灣，陳永華被當權者馮錫範、劉國軒排擠，後為馮錫範所騙，使其辭去總制與勇衛，退居龍湖巖（今臺南市六甲區赤山龍湖巖）。1680年7月逝世，郑经亲临其丧，谥文正，赠资政大夫、正治上卿，後葬於天興州赤山堡大潭山（今台南市柳營區果毅里）。後來清朝把他的骸骨遷葬回泉州，但遺留一小部分在原處。

## 史載
連橫《臺灣通史》提到：「陳永華，字復甫，福建同安人。永華聞父喪，即棄儒生業，究心天下事。時成功延攬天下士，接見後，與談時事，終日不倦。大喜曰：『復甫今之臥龍也。』授參軍，待以賓禮。」 
在日本人川崎繁樹與野上矯介合著的《台灣史》中，稱陳永華「有經世之才，長於時務。鄭經經營的台灣政策，泰半出於陳永華的方寸之間」。
連橫《台灣通史》稱陳永華「開物成務，體仁長人；仿其行事，比之於諸葛武侯」。另外，連橫又評：「永華為政儒雅轉粟餽餉，軍無缺乏。及經歸後，頗事偷息，而馮錫範、劉國軒忌之。三十四年春三月，請解兵。經不聽，既而許之，以所部歸國軒。」  
《使臺錄》載：「偽鄭陳永華臨危前數日，有人持柬借宅，永華盛筵以待，稱為池大人。池呼陳為角宿大人，揖讓酬對，如大賓。永華亡，土人以為神，故並祀焉。」顯示陳永華被視為角宿星君的轉世，死後即受本地民眾的崇信。  
有人認為他輔佐鄭氏父子的功業有如諸葛亮輔佐劉備、劉禪父子，而稱陳永華為東寧臥龍、鄭氏諸葛。

### 經濟
為解決軍隊糧食不足的問題，陳永華鼓勵明鄭將領進行軍屯，以米為最重要的農作物。甘蔗也是農業發展的重點之一，將甘蔗提煉出砂糖，再作為商品販賣給日本、英國。
此外，當時台灣民眾，只會用煎熬海水來製造食鹽，因此鹽的品質很差。陳永華為了改良製程而引進淋滷曬鹽法，流程大概如下：先在鹽田附近挖水溝，使海水淋到沙土上形成鹽土，再將從鹽土提煉出的鹽滷，拿去結晶池經過日曬得到一顆顆的鹽粒，提升鹽的品質。
還有，因為清帝國實施遷界令，造成台灣物價的上漲，尤其以布料最嚴重。陳永華建議鄭經賄清之海防將領，進行走私，貨物得以流入台灣，穩定了物價。

### 教育
為了推廣儒家思想，在陳永華的建議下，1666年台灣第一座孔子廟建於卓仔埔，即今日臺南孔子廟，也是第一座官立的儒學學堂，人稱全臺首學。另外在地方上設立學校，只要年滿八歲就要入學。陳永華還制定科舉辦法，在天興州、萬年州，每三年有二次州試，合格後再通過府試、院試，就可進入太學就讀，以培養政府所需要的人才。此外為推動漢化，陳永華對於入學的原住民，特別免除他們的徭役。

### 治安
陳永華引進保甲制度，來維持地方秩序。以十戶為一牌，十牌為一甲，十甲為一保。人民無論遷徙、職業、婚姻、出生、過世都要透過保甲向地方官員報備。在治安考量下，陳永華還禁止賭博。

## 文物古蹟

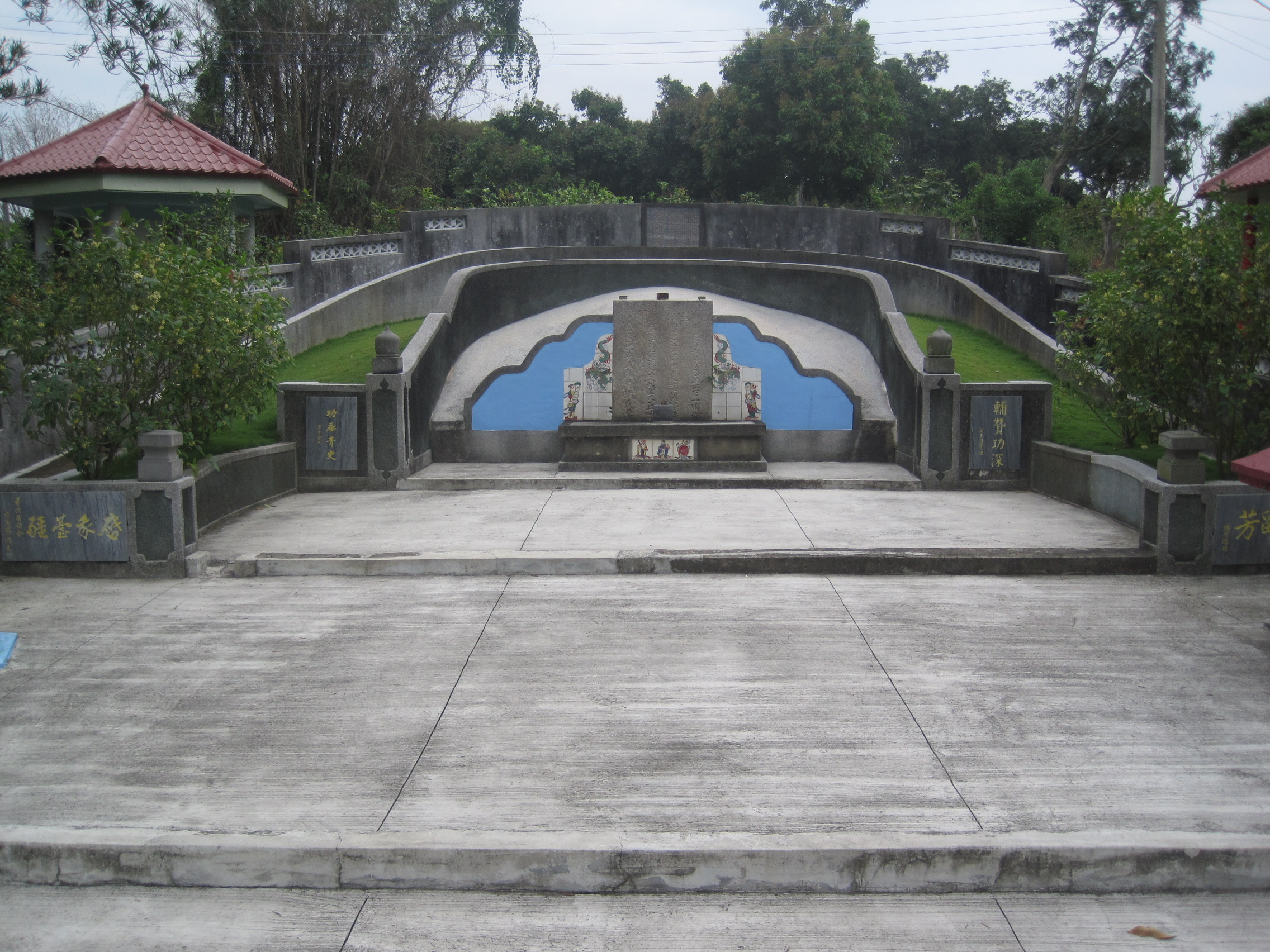
陳永華墓

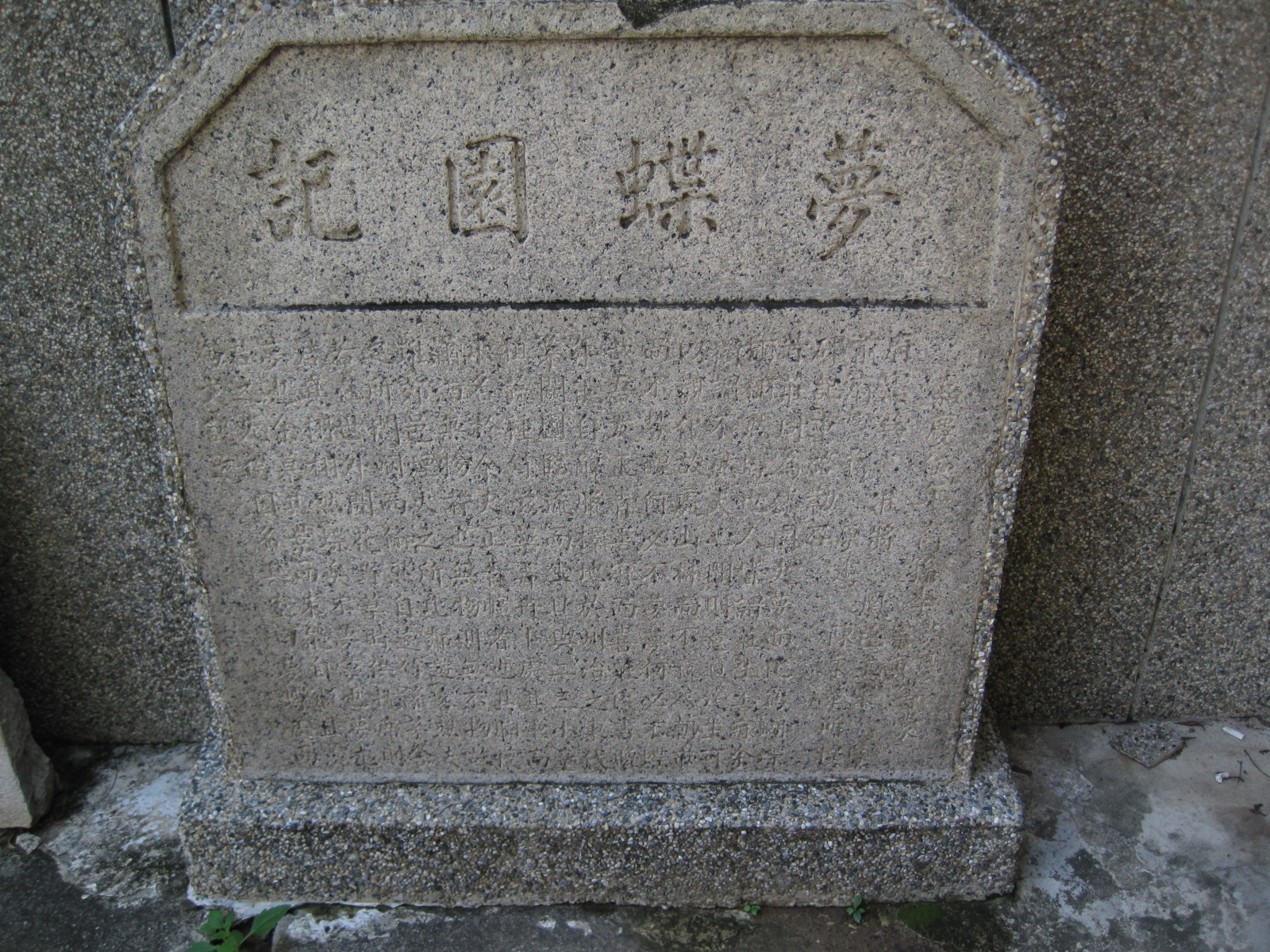
「夢蝶園記」碑

### 陳永華將軍墓
陳永華夫婦原合葬於赤山堡大潭山（今臺南市柳營區果毅後）。鄭氏政權滅亡後，清帝國把兩人的遺骸遷葬於福建泉州府同安後溪鎮下店鄉（今福建省廈門市集美區後溪鎮後溪村）。原來的墓碑就此荒廢，直到日治時期的1929年（昭和四年）被一位日本人發現，墓碑上刻：「皇明贈資善大夫、正治上卿、都察院左都御史、總制、諮議參軍、監軍御史，諡文正陳公暨配夫人淑貞洪氏墓」，由此墓碑保存下來，並重立於原墓地；民國42年列為二級古蹟，民國60年重修為衣冠塚，民國74年11月因其僅是衣冠塚而解除古蹟身分，民國98年5月臺南縣政府公告其為歷史建築。
陳永華將軍古墓，創建於清康熙二十年（1681年），陳永華復甫，福建同安縣人，明諸生，深通孫吳兵法，復窮孔孟之書，父鼎以孝廉官同安教諭，明末死節，延平郡王鄭成功賞識陳氏才華，聘為參軍，使輔世子鄭經，永曆十六年五月，鄭成功積勞病逝，子經嗣位，授咨議參軍，草擬規章，規劃制度，百政俱舉，嗣擢總制，留守東寧，時經率軍轉戰漳詔，永華在後訓兵撫民，愛惜士類，儒術佐政，地方又安，稱世子文臣第一，永曆三十四年七月陳永華卒，與夫人洪氏合葬天興州赤山堡（即今果毅後）。民國十八年，於原野荒草榛間，發現墓碑，乃移置原墓地，重建保存之，墓碑文為「皇明贈資善大夫正治上卿都察院左都御史總制諮議參軍監軍御史謚文正陳公暨夫人淑貞洪氏墓」。民國四十二年，省政府指定為台灣省史跡。民國六十年本府撥款由陳氏宗親會重修民國六十五年五月由本府收管理。
 — 台南縣政府製，中華民國六十五年六月， 陳永華將軍古墓沿革

### 永華宮
現在位於台南市孔廟附近的台南永華宮，原本為祭祀廣澤尊王的廟宇。另有民間神祇哪吒三太子木像，今安座於台南慈聖宮，與另一觀音大士木像皆為陳永華於永曆十八年從泉州南安所迎來。清治時期廣澤尊王廟信徒打算重建廟宇，於1750年重整完成後，為了紀念陳永華的政績，就將廟名改為永華宮，並且配祀陳永華的神像。

### 夢蝶園記碑
夢蝶園是陳永華好友李茂春退隱後所住的園子，該園為陳永華所題名，此外陳永華還為此園作〈夢蝶園記〉，刻成碑文後送給李茂春。該碑今存於臺南法華寺。

### 永華路
臺灣臺南市有一寬闊筆直的永華路，為紀念陳永華而命名。現時臺南市政府及臺南市議會的辦公大樓，均位於永華路，故此市政府大樓亦稱為永華市政大樓，而市議會位於原臺南市區的議事廳稱為永華議事廳。

### 永華里
位於臺南最西北端的北門區有個永華里，現在是非常著名的觀夕景點「井仔腳瓦盤鹽田」，其為陳永華創建的「井仔腳瓦盤鹽田」。1665年陳永華改採「曬沙淋滷法」，在台南瀨口修築沙埕與坵盤，以沙漏（石屚）取得滷水後，送往舖有陶片的坵盤曝曬結晶成鹽，當時稱為「坵盤」的結晶池就是後人所稱的瓦盤鹽田。當時經營台灣的政策，舉凡規章制度、訓兵、撫民、墾殖、建孔廟、引進改良曬鹽技術等，大多是陳永華策畫主導，也蓬勃發展了台灣的民生經濟。

## 傳說人物“陳近南”
民間傳說中，鄭成功為反清復明，開創天地會，後傳予其參軍陳永華，化名陳近南，各地聯絡人，皆用「陳近南」之名發布命令，諸多傳聞流傳於文學創作，如金庸《鹿鼎記》。

## 家族
父親
- 陳鼎，明末孝廉，為同安教諭，同安被攻陷後殉國。

妻子
- 洪淑貞，暱稱端舍。陳永華公務繁忙，書信以及公文的撰寫、批示，很多都是她代筆。

子女
- 陳夢煒，陳永華長子，在鄭氏政權下擔任工官，在鄭克塽降清後擔任遼東參將、船廠副將。[21]
- 陳夢球，陳永華次子，1663年中舉人，1694年中進士，是第一位臺灣出身的進士（鄭克塽降清后，隨著清軍到北京，編入漢軍正白旗）。
- 陳夢□
- 陳氏，嫁給鄭克𡒉，鄭克𡒉被殺时已怀孕，為鄭克𡒉殉死。
- 另有二女婚嫁、身分不詳，不知所終。

姪子
- 陳繩武，主管兵部，和馮錫範同為鄭經親信。